# Arot
Pour les articles ayant des titres homophones, voir Araud, Aro et Haro.
Cet article possède un paronyme, voir Dominique Arot.
L’Arot ou Larot, est un ruisseau du département de Meurthe-et-Moselle, dans la région Grand Est, et un affluent gauche de la Moselle, donc un sous-affluent du Rhin. Son cours amont est souvent nommé Ar ou Aar.

## Géographie
D’une longueur totale de 16,6 km, l’Ar naît à une altitude de 325 mètres sur le territoire de la commune de Thélod qu’il quitte après une centaine de mètres en direction de l’ouest. Après le village de Germiny, il sinue dans un petit vallon, nommé « vallon de l'Ar », d'une direction générale nord-nord-ouest, direction dont il ne changera plus. À Thuilley-aux-Groseilles, l’Ar se perd dans les calcaires à polypiers du Bajocien, en amont, mais surtout en aval du village, et ne coule plus à l’air libre qu’en période de crue. Son cours aérien serpente d’abord dans un vallon sec au fond constitué de prairies, bordées de forêts de pentes sur une distance d’environ huit km. Ce vallon est le théâtre de multiples phénomènes d'absorption ou d'émission des eaux en fonction de la charge du réseau karstique sous-jacent. Le cours d'eau parvient ensuite, en milieu forestier, à la fontaine de la deuille d’Ochey qui constitue sa plus importante résurgence. Cette résurgence est intermittente et très irrégulière, et le ruisseau qui en naît prend définitivement le nom de Larot ou Arot. Il méandre ensuite sur plus de quatre kilomètres dans un étroit vallon froid, sous couvert forestier, nommé « vallon de l'Arot », sur le territoire de la commune de Bicqueley pour atteindre enfin Pierre-la-Treiche où il se jette dans la Moselle.

### Communes traversées
De l'amont vers l'aval, l'Arot traverse les sept communes suivantes :
- Thélod
- Germiny
- Thuilley-aux-Groseilles
- Viterne
- Ochey
- Bicqueley
- Pierre-la-Treiche

### Bassin versant
Son bassin versant est de 61,8 km2.
L'Arot traverse trois zones hydrographiques : « l'Arot » (A552), « La Moselle du ruisseau Sainte-Anne à l'Arot » (A551) et « La Moselle de l'Arot aux Bouvades » (A553).

## Affluent
L'Arot n'a pas d'affluent référencé. Son rang de Strahler est donc de un.

## Hydrologie
Le module à la confluence est de 1,21 m3/s. À l'étiage, le débit est nul.

## Hydronymie
Plutôt nommé Ar ou Aar depuis sa source jusqu'aux pertes de Thuilley-aux-Groseilles, on trouve ensuite les appellations de Larot, Arot, voire Larrot ou Arrot. 

## Aménagements et écologie
Deux zones naturelles d'intérêt écologique, faunistique et floristique (ZNIEFF) ont été définies le long du cours de l'Arot :
- À Germiny en amont de Thuilley-aux-Groseilles, se situe une ZNIEFF de type 1 de 53 hectares avec 24 espèces déterminantes dont six espèces d'amphibiens, cinq espèces de chiroptères et neuf espèces d'oiseaux[5]. Dans ce « vallon de l'Ar », le cours d'eau au débit modeste était cependant suffisant pour faire fonctionner deux moulins[4].
- Puis, sur le territoire de la commune de Bicqueley, la ZNIEFF du « vallon de l'Arot », de type 1 aussi et d'une superficie de 217 hectares, est incluse dans la ZNIEFF du plateau de Haye et Bois-l'Évêque, de type 2[6] et beaucoup plus vaste. Là, parmi les espèces déterminantes, on compte treize espèces de chiroptères, cinq espèces d'oiseaux, trois espèces de reptiles et pour la flore, typique des forêts fraîches, sept espèces végétales dont la lunaire vivace, la centaurée des montagnes, la nivéole de printemps, protégée en Lorraine et la gagée jaune, protégée sur tout le territoire métropolitain français.

Le vallon de l'Arot est aussi protégé par un arrêté de biotope (AB54073A), mais sur une surface un peu plus grande (367 hectares), pour les espèces végétales menacées qu'il abrite.
Enfin, le vallon de l'Arot est intégré au site Natura 2000 « Vallée de la Moselle du fond de Monvaux au vallon de la Deuille » (FR4100178).

## Curiosités - Tourisme
La deuille d'Ochey est la plus spectaculaire des curiosités qui ponctuent le cours de l'Arot. Elle consiste en une vasque de quinze à vingt-cinq mètres de diamètre et de trois à quatre mètres de profondeur d'où jaillissent, de sous une roche calcaire, les eaux qui débouchent du réseau karstique. Selon la période, la vasque est totalement à sec (en été notamment), ou plus ou moins remplie d'une eau calme aux reflets turquoise suffisamment transparente pour qu'on distingue nettement la roche du fond et la bouche d'où provient l'eau, ou encore, lorsqu'elle débite, d'une eau bouillonnante, parfois boueuse parfois bleutée, qui déborde et alimente le ruisseau. Ce site de la deuille d'Ochey, situé au centre du massif forestier, est particulièrement prisé des amoureux de la nature et des randonneurs à pied ou en VTT.  De nombreux sentiers, balisés ou non, parcourent la forêt autour et le long du vallon de l'Arot et plusieurs circuits de randonnée existent au départ de Bicqueley, Pierre-la-Treiche, Ochey, ou Moutrot et Crézilles qui possèdent leurs propres deuilles  alimentant la Bouvade.

## Galerie

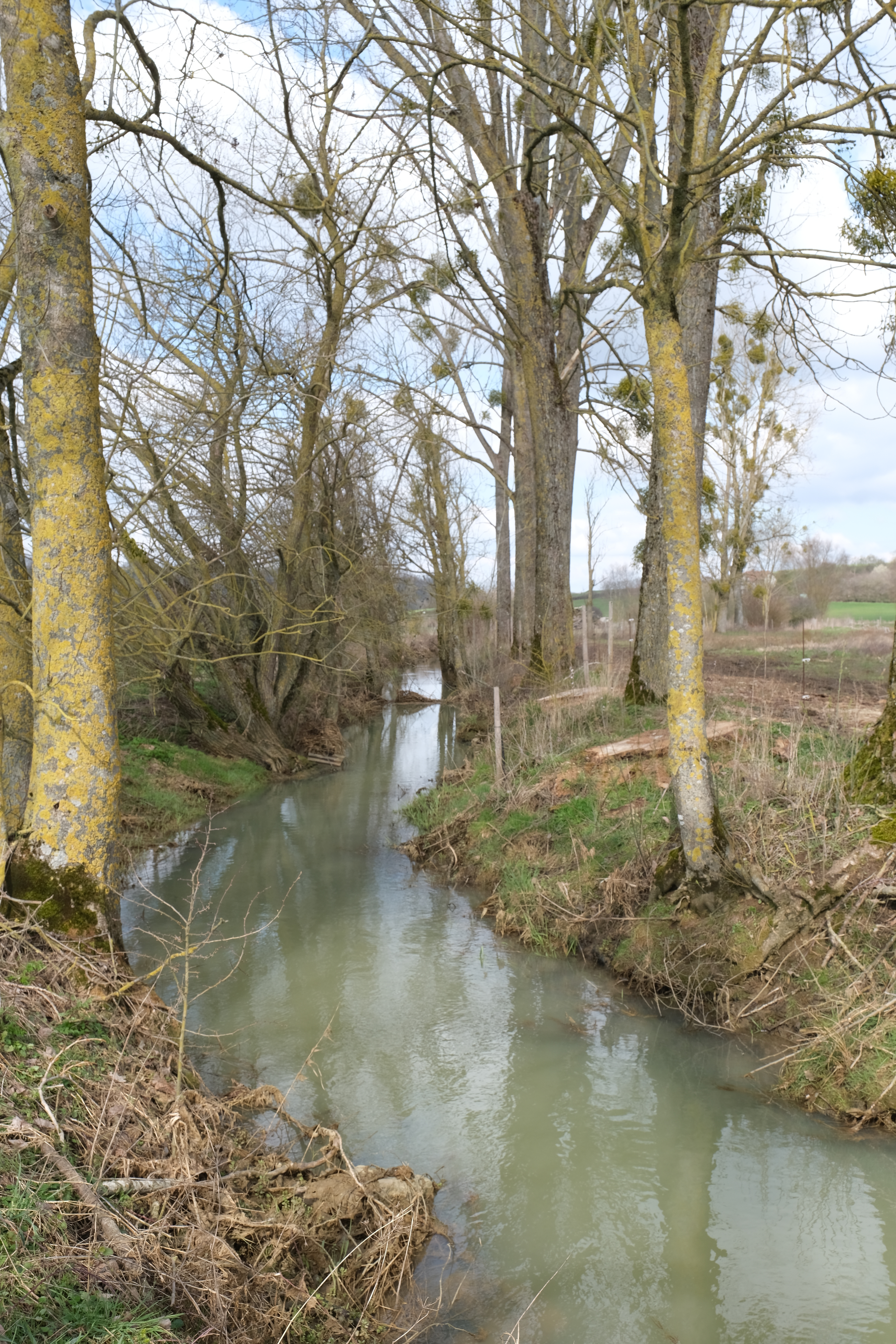
L'Arot à son arrivée à Germiny.
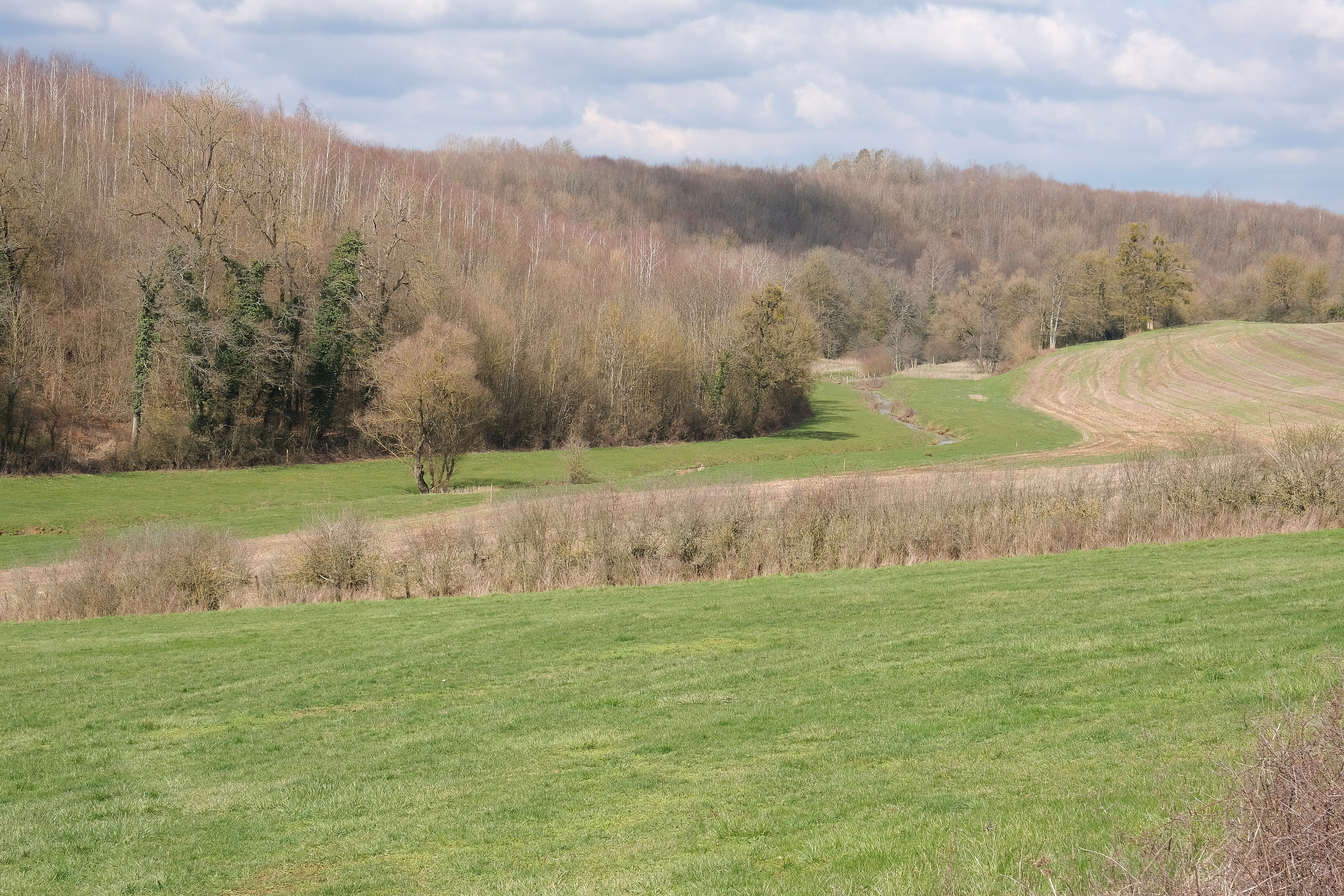
Vue générale du vallon de l'Ar à Germiny.
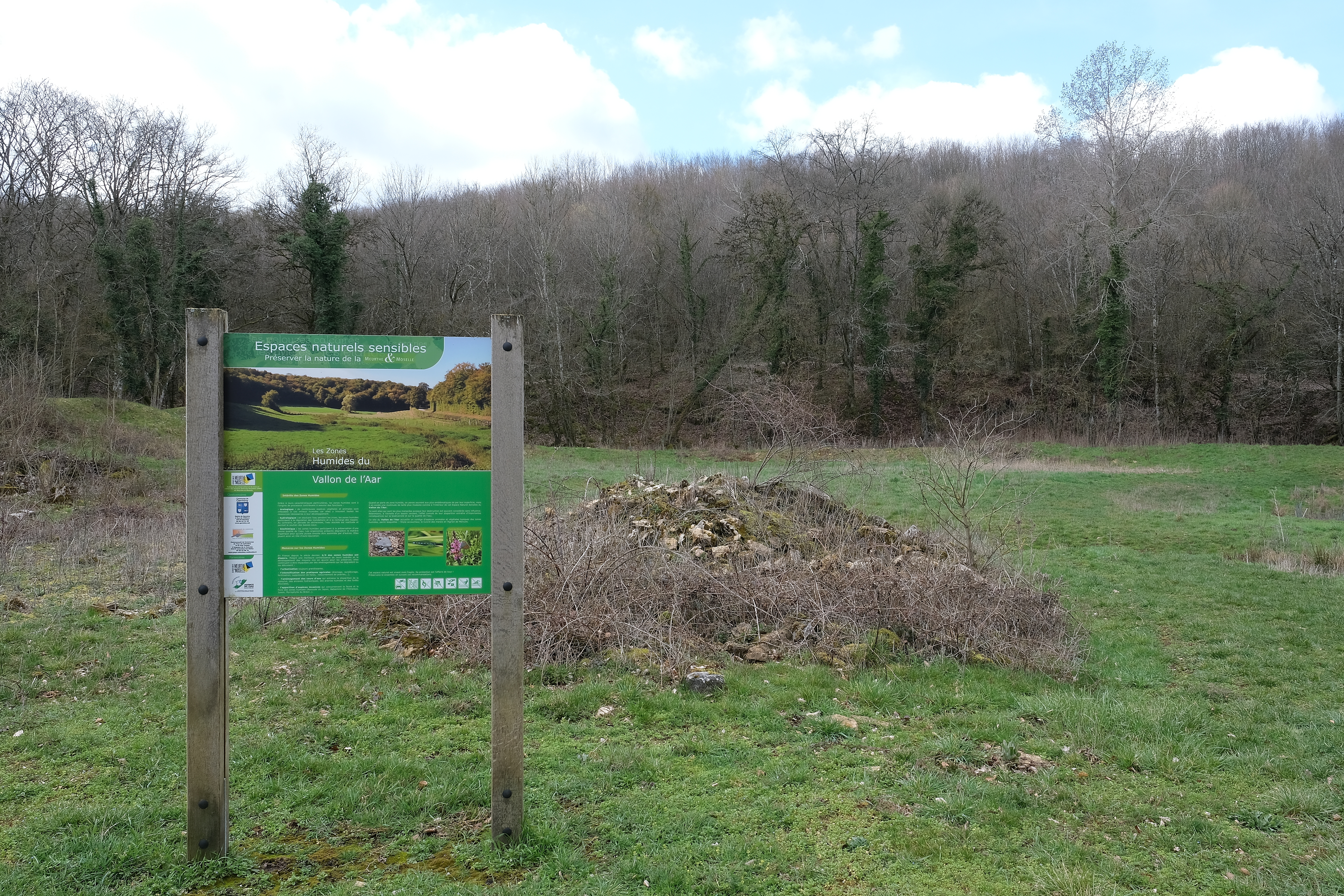
Signalétique de l'espace naturel sensible du vallon de l'Ar.
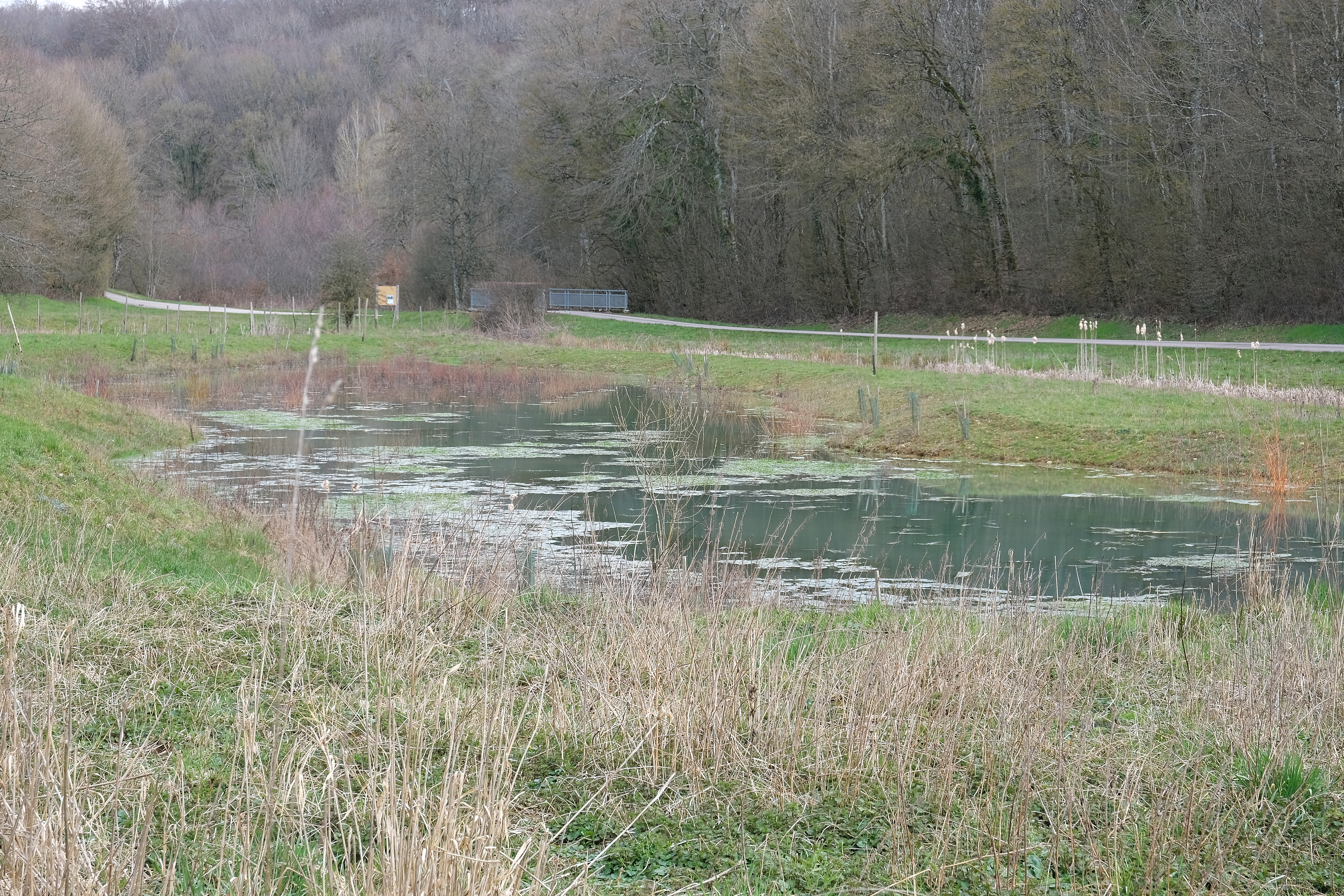
Zone humide dans le vallon de l'Ar.
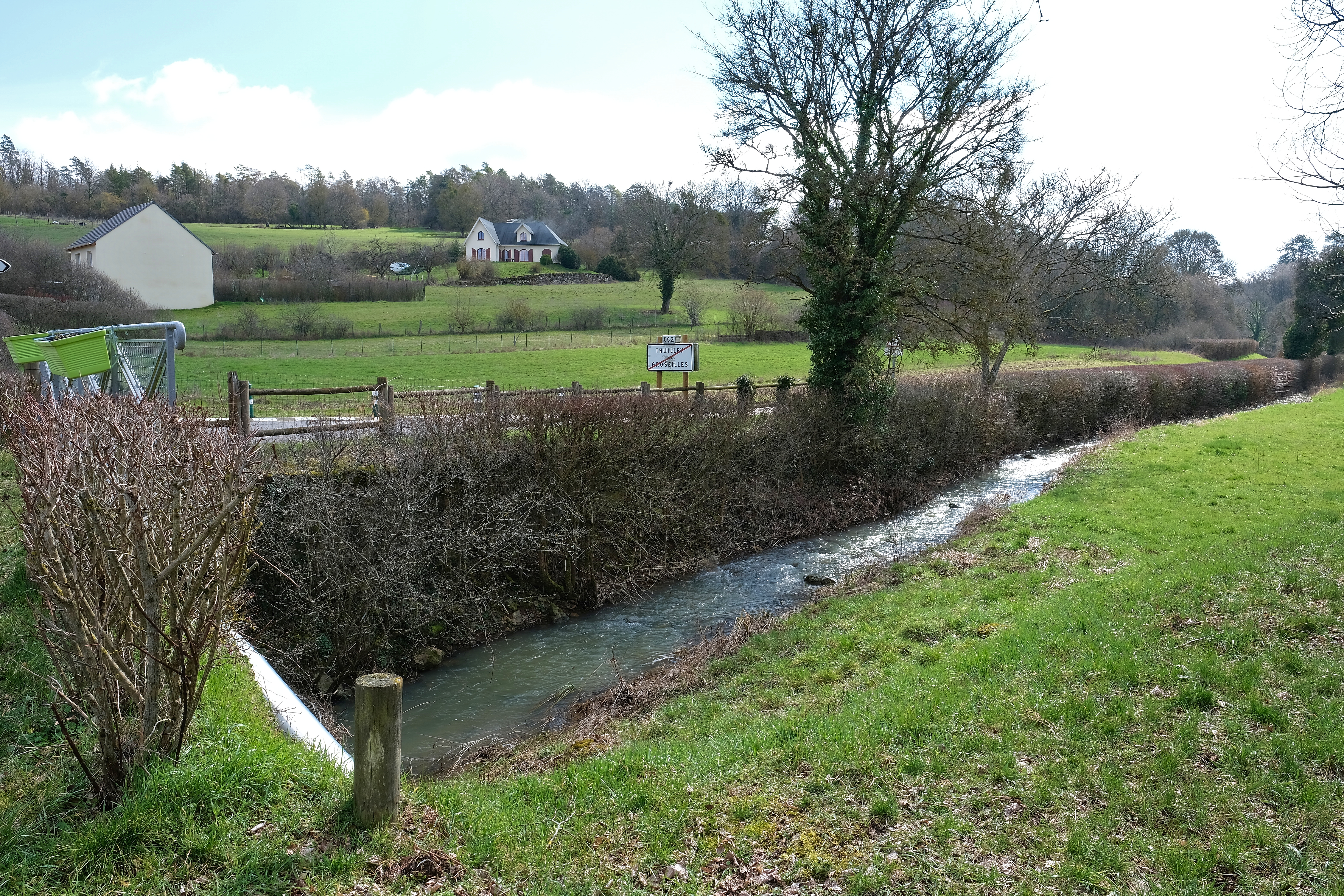
L'Arot à son arrivée à Thuilley-aux-Groseilles.
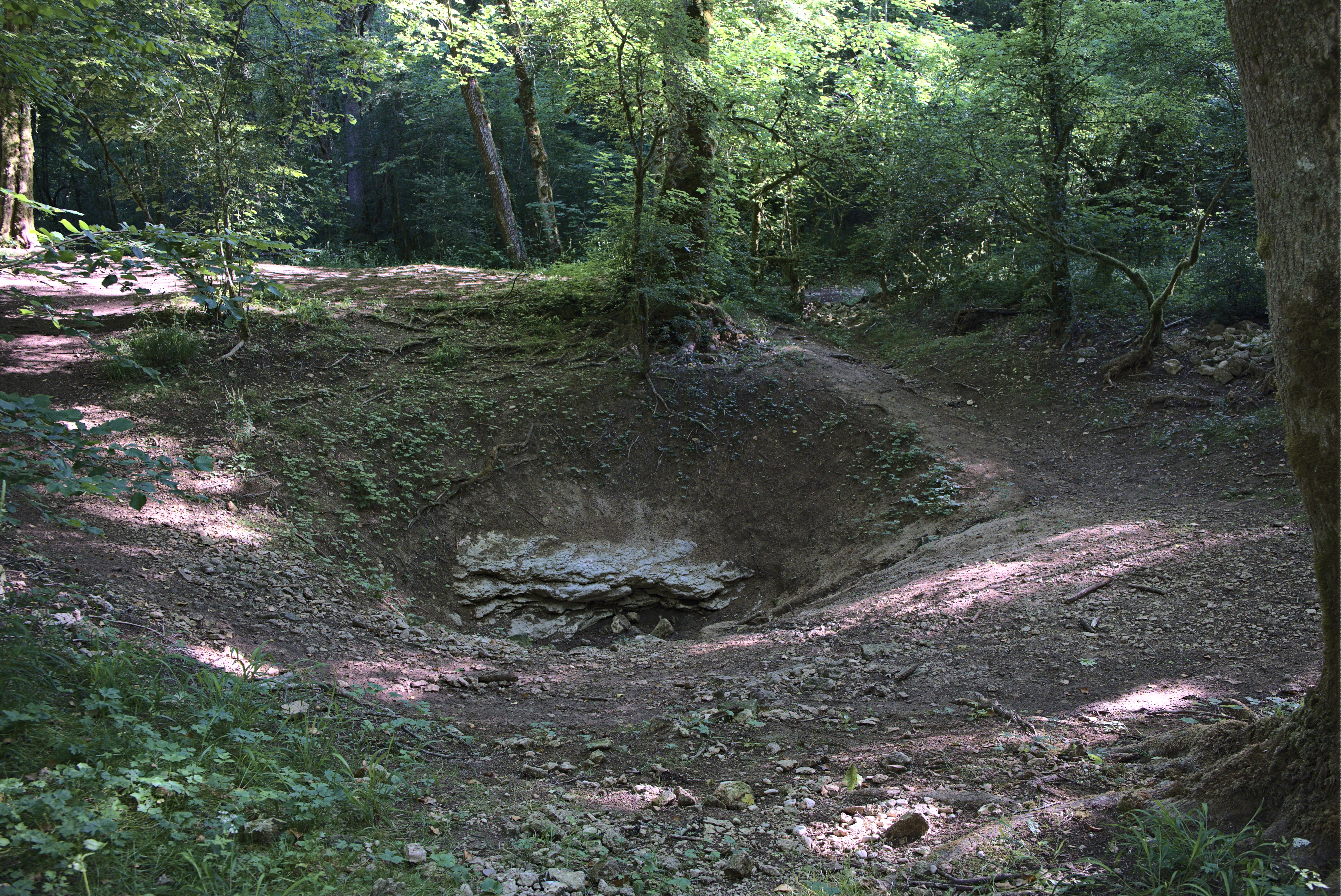
La deuille d'Ochey à sec en été.
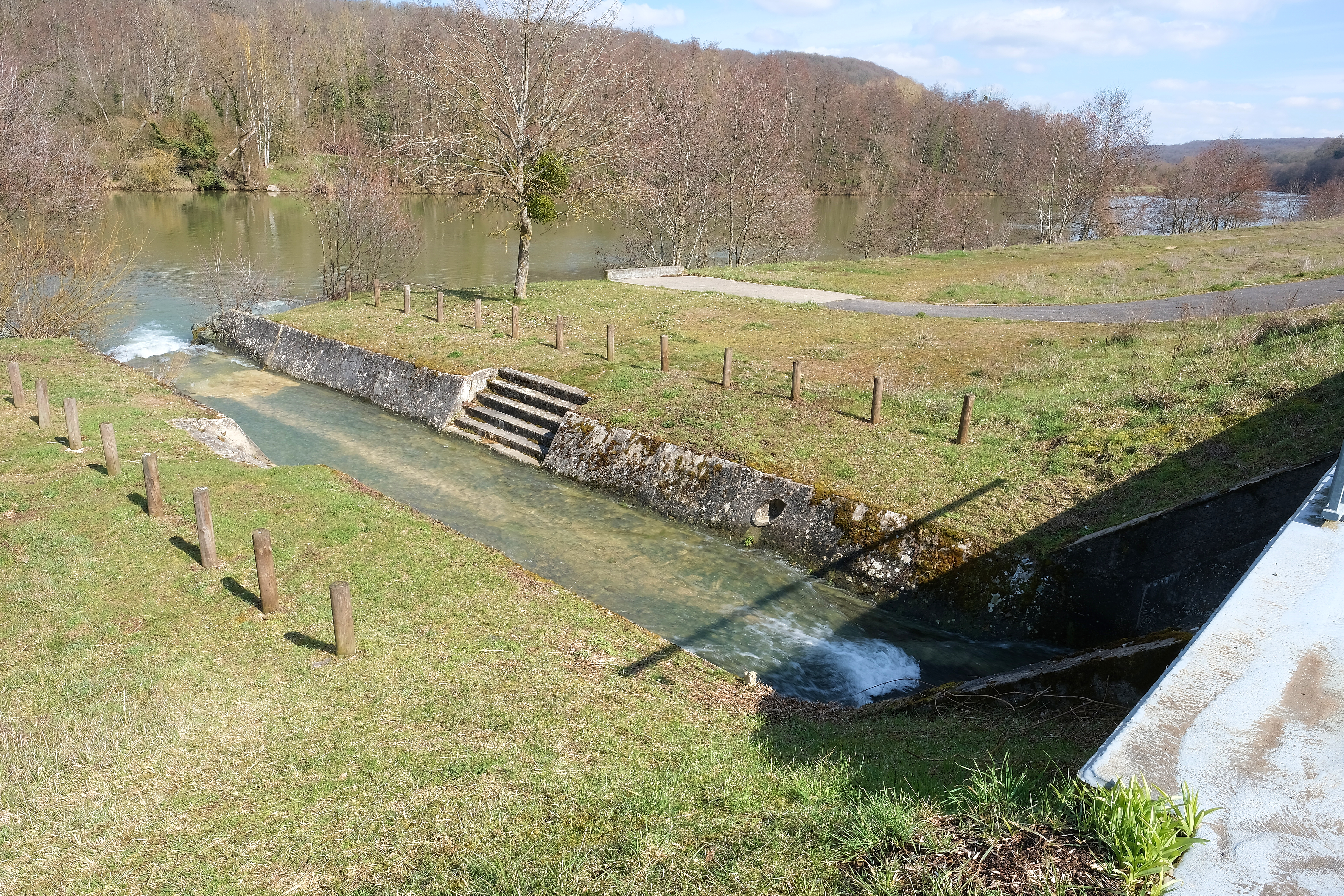
Confluent de l'Arot avec la Moselle à Pierre-la-Treiche.